# Pelota basca nos Jogos Pan-Americanos de 2019 - Frontón peruano masculino
A categoria frontón peruano masculino foi disputada nas competições da pelota basca nos Jogos Pan-Americanos de 2019, em Lima. Foi realizada em Villa María del Triunfo de 4 a 10 de agosto.

## Calendário
Horário local (UTC-5).
| Data         | Horário | Fase                |
| ------------ | ------- | ------------------- |
| 4 de agosto  | 13:09   | Fase preliminar     |
| 10 de agosto | 12:01   | Disputa pelo bronze |
| 10 de agosto | 13:31   | Final               |

## Medalhistas
| Ouro   | PER Cristopher Martínez |
| Prata  | ARG Guillermo Osório    |
| Bronze | MEX Isaac Pérez         |

## Resultados

### Fase preliminar
A fase preliminar consistiu em um grupo único em que todos os atetas se enfrentaram uma vez. Ao final da fase, os dois primeiros atletas disputaram a final pelo ouro, enquanto o terceiro e o quarto jogaram pelo bronze.
| Pos | Equipe                                 | J | V | D | GP  | GC  | SG  | Pts |
| --- | -------------------------------------- | - | - | - | --- | --- | --- | --- |
| 1   | Peru (PER) Cristopher Martínez         | 4 | 4 | 0 | 120 | 54  | +66 | 12  |
| 2   | Argentina (ARG) Guillermo Osorio       | 4 | 3 | 1 | 112 | 73  | +39 | 10  |
| 3   | Estados Unidos (USA) Salvador Espinoza | 4 | 1 | 3 | 92  | 121 | −29 | 6   |
| 4   | México (MEX) Isaac Perez               | 4 | 1 | 3 | 95  | 125 | −30 | 6   |
| 5   | Cuba (CUB) Alejandro González          | 4 | 1 | 3 | 78  | 124 | −46 | 6   |

Horário local (UTC-5).
| 4 de agosto 13:09 Relatório | Cristopher Martínez | 2–0 | Alejandro González | Centro de Esportes de Villa María del Triunfo Árbitro(s): Jorge Enrique Carpio León (PER) |
| 4 de agosto 13:09 Relatório | (15–4, 15–4)        |     |                    | Centro de Esportes de Villa María del Triunfo Árbitro(s): Jorge Enrique Carpio León (PER) |

| 4 de agosto 13:09 Relatório | Isaac Perez  | 0-2 | Guillermo Osorio | Centro de Esportes de Villa María del Triunfo Árbitro(s): Diego Gonzalo Tang Voysest (PER) |
| 4 de agosto 13:09 Relatório | (8-15, 7-15) |     |                  | Centro de Esportes de Villa María del Triunfo Árbitro(s): Diego Gonzalo Tang Voysest (PER) |

| 5 de agosto 12:45 Relatório | Cristopher Martínez | 2-0 | Isaac Perez | Centro de Esportes de Villa María del Triunfo Árbitro(s): Enrique Manuel Benavides Guadalupe (PER) |
| 5 de agosto 12:45 Relatório | (15-4, 15-3)        |     |             | Centro de Esportes de Villa María del Triunfo Árbitro(s): Enrique Manuel Benavides Guadalupe (PER) |

| 5 de agosto 13:25 Relatório | Alejandro González | 0-2 | Salvador Espinoza | Centro de Esportes de Villa María del Triunfo Árbitro(s): Jorge Enrique Carpio León (PER) |
| 5 de agosto 13:25 Relatório | (13-15, 9-15)      |     |                   | Centro de Esportes de Villa María del Triunfo Árbitro(s): Jorge Enrique Carpio León (PER) |

| 6 de agosto 12:06 Relatório | Guillermo Osorio | 2-0 | Alejandro Gonzlez | Centro de Esportes de Villa María del Triunfo Árbitro(s): Diego Gonzalo Tang Voysest (PER) |
| 6 de agosto 12:06 Relatório | (15-12, 15-4)    |     |                   | Centro de Esportes de Villa María del Triunfo Árbitro(s): Diego Gonzalo Tang Voysest (PER) |

| 6 de agosto 12:07 Relatório | Salvador Espinoza | 0-2 | Cristopher Martínez | Centro de Esportes de Villa María del Triunfo Árbitro(s): Jorge Enrique Carpio León (PER) |
| 6 de agosto 12:07 Relatório | (7-15, 10-15)     |     |                     | Centro de Esportes de Villa María del Triunfo Árbitro(s): Jorge Enrique Carpio León (PER) |

| 7 de agosto 12:09 Relatório | Isaac Perez          | 2-1 | Salvador Espinoza | Centro de Esportes de Villa María del Triunfo Árbitro(s): Enrique Manuel Benavides Guadalupe (PER) |
| 7 de agosto 12:09 Relatório | (15-10, 14-15, 10-8) |     |                   | Centro de Esportes de Villa María del Triunfo Árbitro(s): Enrique Manuel Benavides Guadalupe (PER) |

| 7 de agosto 12:10 Relatório | Cristopher Martínez | 2-0 | Guillermo Osorio | Centro de Esportes de Villa María del Triunfo Árbitro(s): Jorge Enrique Carpio León (PER) |
| 7 de agosto 12:10 Relatório | (15-13, 15-9)       |     |                  | Centro de Esportes de Villa María del Triunfo Árbitro(s): Jorge Enrique Carpio León (PER) |

| 8 de agosto 12:31 Relatório | Alejandro González  | 2-1 | Isaac Perez | Centro de Esportes de Villa María del Triunfo Árbitro(s): Enrique Manuel Benavides Guadalupe (PER) |
| 8 de agosto 12:31 Relatório | (15-13, 7-15, 10-6) |     |             | Centro de Esportes de Villa María del Triunfo Árbitro(s): Enrique Manuel Benavides Guadalupe (PER) |

| 8 de agosto 12:37 Relatório | Guillermo Osorio | 2-0 | Salvador Espinoza | Centro de Esportes de Villa María del Triunfo Árbitro(s): Jorge Enrique Carpio León (PER) |
| 8 de agosto 12:37 Relatório | (15-9, 15-3)     |     |                   | Centro de Esportes de Villa María del Triunfo Árbitro(s): Jorge Enrique Carpio León (PER) |

### Disputa do bronze
| 9 de agosto 12:01 Relatório | Salvador Espinoza    | 1-2 | Isaac Perez | Centro de Esportes de Villa María del Triunfo Árbitro(s): Miguel Adrián Fernández Medicci (VEN) |
| 9 de agosto 12:01 Relatório | (12-15, 15-11, 7-10) |     |             | Centro de Esportes de Villa María del Triunfo Árbitro(s): Miguel Adrián Fernández Medicci (VEN) |

### Disputa do ouro
| 10 de agosto 13:31 Relatório | Cristopher Martínez | 2-0 | Guillermo Osorio | Centro de Esportes de Villa María del Triunfo Árbitro(s): Enrique Manuel Benavides Guadalupe (PER) |
| 10 de agosto 13:31 Relatório | (15-6, 15-11)       |     |                  | Centro de Esportes de Villa María del Triunfo Árbitro(s): Enrique Manuel Benavides Guadalupe (PER) |